# Potros del Este
El Club Deportivo del Este, popularmente conocido como Potros del Este F. C., es un equipo de fútbol representativo del sector de Pacora y áreas aledañas del sector este de la Ciudad de Panamá, Panamá. Actualmente juega en la Liga Prom, la segunda categoría de fútbol en el país. Después de su descenso administrativo a mitad de la temporada 2025. Desde el 2022 es llamado comúnmente bajo el nombre de Potros.

## Historia

### Sus inicios - Santos F. C.
Fue fundado en el año 2008 por el brasileño Felipe Borowsky en Ciudad de Panamá como una academia con el nombre Panamá Santos.
El club cuenta con una relación de cooperación con el Celtic FC de Escocia, el cual efectúa campamentos de entrenamiento en Panamá.
En el año 2012 llega a la final de la Copa Rommel Fernández y logra el campeonato derrotando al A. D. San Antonio de Penonomé. Sumando así su primera copa en este torneo y ganándose un cupo a la Liga Nacional de Ascenso, que fue la Segunda máxima categoría del fútbol en Panamá hasta 2020.
El club debuta en el Torneo Apertura 2013 de la Liga Nacional de Ascenso.

### Costa del Este F. C.
Un año después de su debut en Segunda División (2014) el club cambió su nombre por Sociedad Deportiva Costa del Este Fútbol Club, conocido popularmente como Costa del Este Fútbol Club, dejando de representar a la provincia de Panamá Oeste y mudando su sede a Panamá Centro. 

En 2018 participaría en un torneo amistoso Torneo Amistoso "Por La Paz de Colón" juntamente con Árabe Unido, Palmeiras de Brasil y Deportivo Independiente Medellín de Colombia. Quedaría tercero en el cuadrangular al vencer al DIM 1-0 y caer 2-0 con el Árabe Unido.

### Club Deportivo del Este
Para la temporada 2021 del fútbol panameño se realizó una reestructuración por parte de la Liga Panameña de Fútbol; fue por ello que la franquicia de Costa del Este FC pasó a llamarse Club Deportivo del Este, para así poder ampliar su rango de cobertura de aficionados y representar a la mayor parte del sector Este de la Ciudad de Panamá y no sólo al área de Costa del Este como lo hizo desde un principio. Actualmente se tiene contemplado un proyecto de construcción de un estadio propio en el sector de Cabra en Pacora.
El 1 de febrero de 2022 la franquicia decidió adaptar a su actual nombre el de Potros del Este, apodo con el cual es conocida igualmente la franquicia de béisbol de la zona este de la provincia Panamá, buscando así una mayor aceptación de la población y fanaticada del sector (Panamá Este). Añadido a esto también se decidió utilizar los mismos colores representativos, el naranja y el azul.

## Torneos y Participaciones
A continuación los torneos y las participaciones del club.
Nota: En negrita los torneos actuales en los que participa el Club Deportivo Del Este.

### Copa Rommel Fernández
| Año       | Resultado/Fase Alcanzada | Equipo                     | Rival            | Técnico |
| --------- | ------------------------ | -------------------------- | ---------------- | ------- |
| 2012-2013 | Campeón (1)              | Santos FC (Costa Del Este) | A.D. San Antonio | -       |

### Liga Nacional de Ascenso (LNA)
| Año     | Resultado/Fase Alcanzada | Equipo                     | Rival                | Técnico         |
| ------- | ------------------------ | -------------------------- | -------------------- | --------------- |
| 2013(a) | Fase de grupos           | Santos FC (Costa Del Este) | -                    | -               |
| 2014(c) | Cuartos de final         | Costa Del Este             | Millenium UP         | Edwin Oropeza   |
| 2014(a) | Cuartos de final         | Costa Del Este             | Rio Abajo FC         | Edwin Oropeza   |
| 2015(c) | Cuartos de final         | Costa Del Este             | Atlético Vergüense   | Edwin Oropeza   |
| 2015(a) | Cuartos de final         | Costa Del Este             | Río Abajo FC         | Edwin Oropeza   |
| 2016(c) | Semifinales              | Costa Del Este             | Colón C-3            | Francisco Perlo |
| 2016(a) | Campeón (1)              | Costa Del Este             | CAI La Chorrera      | Francisco Perlo |
| 2017(c) | Semifinales              | Costa Del Este             | CAI La Chorrera      | Francisco Perlo |
| 2017(a) | Campeón (2)              | Costa Del Este             | SD Atlético Nacional | Ángel Sánchez   |
| 2018(c) | Campeón (3)              | Costa Del Este             | CD Centenario        | Ángel Sánchez   |

### Gran Final Liga Nacional de Ascenso (LNA)
| Año       | Resultado/Fase Alcanzada | Equipo         | Rival                 | Técnico         |
| --------- | ------------------------ | -------------- | --------------------- | --------------- |
| 2016/2017 | Subcampeón               | Costa Del Este | CAI La Chorrera       | Francisco Perlo |
| 2017/2018 | Campeón (1)              | Costa Del Este | Clasificación directa | Ángel Sánchez   |

Costa Del Este ascendió directamente a Primera División (Liga Panameña de Fútbol) al quedar campeón de ambos torneos (Apertura y Clausura) en el Ascenso.

### Torneo de Copa Panamá
| Año       | Resultado/Fase Alcanzada                             | Equipo                                               | Rival                                                | Técnico                                              |
| --------- | ---------------------------------------------------- | ---------------------------------------------------- | ---------------------------------------------------- | ---------------------------------------------------- |
| 2015/2016 | Dieciseisavos de final                               | Costa Del Este                                       | CAI La Chorrera                                      | Edwin Oropeza                                        |
| 2016/2017 | Cuartos de final                                     | Costa Del Este                                       | Santa Gema FC                                        | Francisco Perlo                                      |
| 2017/2018 | No se llevó a cabo el torneo durante esta temporada. | No se llevó a cabo el torneo durante esta temporada. | No se llevó a cabo el torneo durante esta temporada. | No se llevó a cabo el torneo durante esta temporada. |
| 2018/2019 | Campeón (1)                                          | Costa Del Este                                       | CD Universitario                                     | Gustavo Ávila                                        |

### Liga Panameña de Fútbol (LPF)
| Año      | Resultado/Fase Alcanzada   | Equipo             | Rival           | Técnico             |
| -------- | -------------------------- | ------------------ | --------------- | ------------------- |
| 2018(a)  | Subcampeón                 | Costa del Este     | Tauro FC        | Ángel Sánchez       |
| 2019(c)  | Ronda Regular              | Costa Del Este     | -               | Francisco Portillo* |
| 2019(a)  | Subcampeón                 | Costa Del Este     | Tauro FC        | Juan Vita           |
| 2020 (a) | Ronda Regular (Suspendido) | Costa Del Este     | -               | Juan Vita           |
| 2020 (c) | Semifinales                | Costa Del Este     | CAI La Chorrera | Julio Infante       |
| 2021 (a) | Play-Offs                  | Deportivo Del Este | Veraguas CD     | Felipe Borowsky     |
| 2021 (c) | Ronda regular              | Deportivo Del Este | -               | Daniel Blanco       |
| 2022 (a) | Ronda regular              | Deportivo Del Este | -               | Daniel Blanco       |
| 2022 (c) | Ronda regular              | Deportivo Del Este | -               | Daniel Blanco       |
| 2023 (a) | Ronda regular              | Deportivo Del Este | -               | Daniel Blanco       |
| 2023 (c) | Ronda regular              | Deportivo Del Este | -               | Ángel Sánchez       |
| 2024 (a) | Semifinales                | Deportivo Del Este | CD Plaza Amador | Jhon Cagua          |
| 2024 (c) | Ronda regular              | Deportivo Del Este | -               | Jhon Cagua          |
| 2025 (a) | Ronda regular              | Deportivo Del Este | -               | Jhon Cagua          |

*: Técnico Interino

## Uniforme
- La indumentaria principal (Local) del equipo, la que utiliza para la mayoría de los partidos, es de color blanco con franjas verdes sobre el hombro y a los costados (Camiseta), blanco (Pantalón) y blanco (Calcetines).
- La segunda indumentaria (Visitante) es muy poco habitual en el equipo, comprende de un verde total, desde camiseta, pantalón y calcetines.
Esta indumentaria se comenzó a utilizar a partir del 2019 cuando el club decide cambiar radicalmente el tono de verde. Pasó de utilizar el clásico verde fluorescente por un verde militar.

### Proveedores de vestimenta
| Período     | Proveedor     | Nombre   |
| ----------- | ------------- | -------- |
| 2014-2015   | Adidas Logo   | Adidas   |
| 2015-2017   | Keuka Logo    | Keuka    |
| 2017        | Puma Logo     | Puma     |
| 2018        | Umbro (marca) | Umbro    |
| 2019        | Puma Logo     | Puma     |
| 2020        | Mitre         | Mitre    |
| 2020 - 2021 |               |          |
| 2021        | Givova        | Givova   |
| 2022 - 2023 | Luanvi        | Luanvi   |
| 2024        | Keuka         | Keuka    |
| 2025 - Act. |               | FBSports |

## Plantilla

### Altas
A continuación la lista de los jugadores que fueron alta para el Clausura 2023.
| Nac.                 | Nombre             | Procede                  |
| -------------------- | ------------------ | ------------------------ |
| Bandera de Panamá    | Marcos Allen       | CD Plaza Amador          |
| Bandera de Panamá    | Yair Jaén          | AD San Carlos            |
| Bandera de Panamá    | Alessandro Canales | Portuguesa FC            |
| Bandera de Venezuela | Oliver Cawthorne   | Carabobo FC              |
| Bandera de Panamá    | Guillermo Benítez  | CD Plaza Amador          |
| Bandera de Panamá    | Efraín Vanegas     | CD Universitario         |
| Bandera de Colombia  | José Flórez        | Estudiantes de Mérida FC |
| Bandera de Colombia  | Manuel Loaiza      | SD Panamá Oeste          |

### Bajas
A continuación la lista de los jugadores que fueron baja para el Apertura 2023.
| Nac.                | Nombre           | Nuevo Equipo         |
| ------------------- | ---------------- | -------------------- |
| Bandera de Panamá   | Luis Tejada      | Retirada profesional |
| Bandera de Panamá   | Joseph Vargas    | Sin Club             |
| Bandera de Panamá   | Jaime De Gracia  | CD Plaza Amador      |
| Bandera de Paraguay | Fernando Lesme   | Municipal Grecia     |
| Bandera de Paraguay | Lucien Galtier   | Municipal Grecia     |
| Bandera de Panamá   | Óscar Linton     | CD Plaza Amador      |
| Bandera de Colombia | Cristian Zúñiga  | Pérez Zeledón        |
| Bandera de Panamá   | Rodrigo Tello    | Sporting SM          |
| Bandera de Panamá   | Andrés Rodríguez | Sin Club             |
| Bandera de Panamá   | Oscar Villareal  | Retirada profesional |
| Bandera de Panamá   | Raúl Moreno      | Sin Club             |

## Entrenadores
A continuación la lista de los entrenadores del club a lo largo de su historia por orden cronológico.
* Técnicos Interinos.
| Nombre              | Nac.                  | Entrada | Salida |
| ------------------- | --------------------- | ------- | ------ |
| Edwin Oropeza       | Bandera de Panamá     | 2014    | 2016   |
| Francisco Perlo     | Bandera de Venezuela  | 2016    | 2017   |
| Ángel Sánchez       | Bandera de Venezuela  | 2017    | 2018   |
| Carlos Pérez Porras | Bandera de Costa Rica | 2019    | 2019   |
| Francisco Portillo  | Bandera de Panamá     | 2019    | 2019   |
| Gustavo Ávila*      | Bandera de Panamá     | 2019    | 2019   |
| Juan Vita           | Bandera de Argentina  | 2019    | 2020   |
| Julio Infante       | Bandera de Venezuela  | 2020    | 2020   |
| Felipe Borowsky     | Bandera de Brasil     | 2021    | 2021   |
| Daniel Blanco       | Bandera de Venezuela  | 2021    | 2023   |
| Ángel Sánchez       | Bandera de Venezuela  | 2023    | 2023   |
| Jhon Cagua          | Bandera de Ecuador    | 2024    |        |

## Palmarés

### Torneos Nacionales
- Liga Panameña de Fútbol (0/2):
  -  Subcampeón Apertura 2018
  -  Subcampeón Apertura 2019

- Liga Nacional de Ascenso (3/0):
  - Apertura 2016
  - Apertura 2017
  - Clausura 2018

- Copa Rommel Fernández (1/0):
  - Copa Rommel Fernández 2012

- Torneo De Copa (1/0):
  -  Torneo de Copa 2018-2019